# استاکلند، دوون
استاکلند (به انگلیسی: Stockland) یک روستا و محله مدنی در بریتانیا است که در East Devon واقع شده‌است.